# Sinabung
Sinabung (Indonesisch: Gunung Sinabung) is een stratovulkaan en ligt op het Karo-plateau van het Karo-regentschap, Noord-Sumatra, Indonesië.
De vulkaan bestaat uit lavastromen met de samenstelling van andesiet en daciet. In de zomer van 1912 werden fumaroles (uitbarstingen van stoom, gas en lava die langs breuken in de flanken van de vulkaan vrijkomen) waargenomen. Sinds 1600 waren op de vulkaan echter geen grote erupties waargenomen, tot 29 augustus 2010, toen de vulkaan lava en as uit begon te spuwen.

## Eruptie van augustus 2010
De vulkaan was gedurende vele jaren inactief waarbij de vorige eruptie plaatsvond in 1600. In augustus 2010 spuwde de vulkaan as de atmosfeer in tot 1,5 km hoog en er werd lava gezien die de krater uitliep.
Indonesische autoriteiten meldden "ten minste 18.000 mensen" te hebben geëvacueerd van op en rond de vulkaan uit de grotendeels met gewassen begroeide regio. Ondanks rapportage van afnemende activiteit, zei het hoofd van het vulkanologisch centrum in Indonesië dat de alarmsituatie op het hoogste niveau van waakzaamheid blijft, vanwege het feit dat wetenschappers weinig kennis hebben van de uitbarstingspatronen van de vulkaan.
De dichtstbijzijnde plaatsen naast de vulkaan zijn Kabanjahe en Berastagi. Er werden geen storingen gemeld door luchtverkeersdiensten op de regionale luchthaven Polonia International Airport.
Een persoon werd als dood gerapporteerd als gevolg van ademhalingsproblemen op de vlucht weg van zijn huis.

## Erupties van september en november 2013
In september en november 2013 waren er opnieuw uitbarstingen. Op 5 november vertoonde de vulkaan tekenen van activiteit, en op 11 november raasde uiteindelijk op het hoogtepunt een pyroclastische golf uit de vulkaan. Vanaf 23 november werd de vulkaan zeer actief en barstte hij negen keer uit. In de omliggende dorpen werden duizenden mensen met hulp van militairen geëvacueerd. De vulkaan spuwde hete gaswolken uit en stootte op 25 november een 3000 meter hoge aswolk uit. Er werd het bevel gegeven tot de evacuatie van nieuwe dorpen zodat het aantal geëvacueerde mensen op zo'n 15.000 kwam.

## Eruptie van februari 2014
Op 1 februari 2014 vonden er nieuwe erupties met lava en heet gas plaats. Er vielen zeker 14 doden, brokken worden tot twee km hoog uitgestoten. 20.000 mensen werden geëvacueerd.

## Eruptie van februari 2017
In februari 2017 voltrok zich een nieuwe eruptie van lava en stenen, waarbij een wolk van vijf kilometer hoogte ontstond. Duizenden mensen moesten worden geëvacueerd.